# Janzen & Van Dijk
Janzen & Van Dijk, soms ook Janzen & Van Dijk: Voor al uw bruiloften en partijen genoemd, is een Nederlands televisieprogramma dat werd uitgezonden door RTL 4. De presentatie van het programma was in handen van Chantal Janzen en Wendy van Dijk, hier stamt tevens het programmanaam vanaf. Het programma is deels gebaseerd op het televisieprogramma Love Letters van Linda de Mol.

## Format
Voor het programma werden presentatrice Chantal Janzen en Wendy van Dijk aangeschreven om te helpen met een goed plan te maken om een partner op een speciale manier ten huwelijk te vragen. Denk hierbij aan na een parachutesprong of tijdens een optreden met je eigen kinderen in het televisieprogramma The voice of Holland.
Vervolgens ontvingen de presentatrices elke aflevering de twee koppels die elkaar ten huwelijk hebben gevraagd. Deze twee koppels gaan met elkaar de strijd aan om hun droombruiloft en een eventuele huwelijksreis te winnen. Dit deden ze aan de hand van het beantwoorden van vragen en aan het spelen van diverse spellen waaronder een dansoptreden opvoeren met de familie.
Voor elk team zitten er 10 familieleden op een decor wat eruitziet als een mega bruidstaart. Wanneer een van de twee teams verliest met een opdracht drukte de presentatrice op de knop waardoor een van de familieleden in deze bruidstaart verdwijnt, dit zorgt voor een voordeel voor de tegenpartij in de finale. De finale speelt zich af met de overige mensen die op de bruidstaarten staan, de koppels staan aan dit moment zelf boven op de taart. Er wordt vervolgens een vraag gesteld tussen twee personen, elk van een ander team. Degene die de vraag fout beantwoordt verdwijnt in de taart; het is de bedoeling om zo snel mogelijk de taart van de tegenpartij leeg te spelen.

## Achtergrond
In september 2016 maakte RTL het programma bekend en plaatsten ze een oproep voor mensen die zich aan konden melden, op dit zelfde moment werden Chantal Janzen en Wendy van Dijk aangewezen als presentatrices van het televisieprogramma. De eerste aflevering werd uitgezonden op zaterdagavond 18 maart 2017 en was goed voor 1.395.000 kijkers. Het seizoen sloot op 22 april 2017 af met 904.000 kijkers.